# President de les Filipines
Segons la constitució adoptada el 1987, el president de les Filipines és triat per la població per a un període de 7 anys. Aquesta és la llista dels presidents fins a l'actualitat.

## Primera República
- 22 de març de 1897 - 1 d'abril de 1901 - Emilio Aguinaldo (després de la independència d'Espanya, fins a la victòria de l'ocupació estatunidenca el 1901)

## Presidents durant el període decommonwealthamb els Estats Units
- 15 de novembre de 1935 - 1 d'agost de 1944: Manuel L. Quezon
- 14 d'octubre de 1943 - 14 d'agost de 1945: José Paciano Laurel
- 1 d'agost de 1944 - 28 de maig de 1946: Sergio Osmeña
- 28 de maig de 1946 - 4 de juliol de 1946: Manuel Acuña Roxas

## Presidents de les Filipines des de la independència l'any 1946
| Imatge                  | Nom                                       | Començament del mandat  | Fi del mandat          | Partit |
| ----------------------- | ----------------------------------------- | ----------------------- | ---------------------- | --- |
| Manuel Roxas            | Manuel Roxas (1892-1948)                  | 4 de juliol de 1946     | 15 d'abril de 1948     | Liberala partit                                                                                             |
| Elpidio Quirino         | Elpidio Quirino (1890-1956)               | 17 d'abril de 1948      | 30 de desembre de 1953 | Partit liberal                                                                                              |
| Ramon Magsaysay         | Ramon Magsaysay (1907-1957)               | 30 de desembre de 1953  | 17 de març de 1957     | Partit Nacionalista                                                                                         |
| Carlos P Garcia         | Carlos Polístico García (1896-1971)       | 18 de març de 1957      | 30 de desembre de 1961 | Partit Nacionalista                                                                                         |
| Diosdado Macapagal      | Diosdado Macapagal (1910-1997)            | 30 de desembre de 19611 | 30 de desembre de 1965 | Liberala partit                                                                                             |
| Ferdinand Marcos        | Ferdinand Marcos (1917-1989)              | 30 de desembre de 1965  | 25 de febrer de 1986   | Partit Nacionalista Kilusang Bagong Lipunan                                                                 |
| Corazón Aquino          | Corazon Aquino (1933-2009)                | 25 de febrer de 1986    | 30 de juny de 1992     | Partido Demokratiko Pilipino-Lakas ng Bayan - PDP-LABAN/ United Nationalist Democratic Organization - UNIDO |
| Fidel Valdez Ramos      | Fidel Valdez Ramos (1928-2022)            | 30 de juny de 1992      | 30 de juny de 1998     | Lakas - Christian Muslim Democrats - Lakas-NUCD-UMDP                                                        |
| Joseph Estrada          | Joseph Estrada (nascut el 1937)           | 30 de juny de 1998      | 20 de gener de 2001    | Pwersa ng Masang Pilipino - PMP                                                                             |
| Gloria Macapagal-Arroyo | Gloria Macapagal-Arroyo (nascuda el 1947) | 20 de gener de 2001     | 30 de juny de 2010     | Lakas–CMD / Kabalikat ng Malayang Pilipino - KAMPI                                                          |
| Benigno Aquino          | Benigno Aquino (1960-2021)                | 30 de juny de 2010      | 30 de juny de 2016     | Partit Liberal                                                                                              |
| Rodrigo Duterte         | Rodrigo Duterte (nascut el 1945)          | 30 de juny de 2016      | 30 de juny de 2022     | Partido Demokratiko Pilipino-Lakas ng Bayan - PDP-LABAN                                                     |
| Bongbong Marcos         | Bongbong Marcos (nascut el 1957)          | 30 de juny de 2022      | actualitat             | Partido Federal ng Pilipinas                                                                                |